# 甲状腺结节

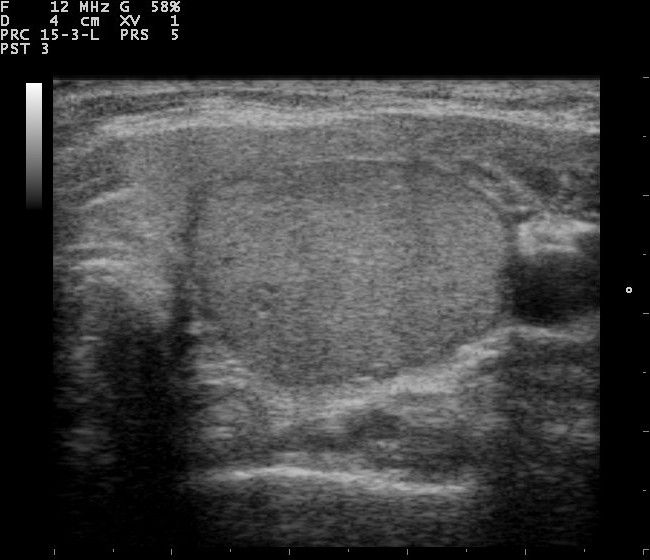
单纯性甲状腺结节，超声影像

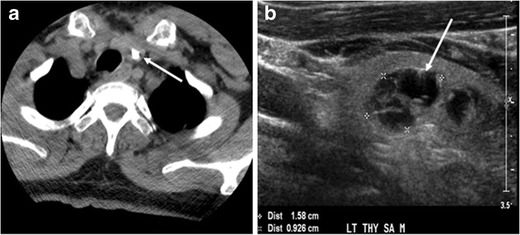
胶质性甲状腺结节併钙化，电脑断层与超声影像

甲状腺结节是多种病因引起的甲状腺细胞在局部异常生长所引起的孤立或散在肿块（lump）。甲状腺结节的含义很广泛，甲状腺的囊肿、腺瘤、癌、甲状腺次全切除术后残留甲状腺组织的增生等，均可称为甲状腺结节。
甲状腺结节不以尺寸或病理定义，主要是依触诊及影像学检查而确定。例如，虽能触及，但在医学超声检查中未能证实的“结节”，不能诊断为甲状腺结节。而体检未能触及，但在影像学检查偶然发现的结节称作甲状腺意外结节。

## 分型
甲状腺结节分型方法有多种：可分为单发性和多发性，或良性和恶性。
最新的医学影像学分类型方法，是美国放射学会版本的TI-RADS甲状腺结节分类标准，其按照结节结构、回声、形态、边缘、局灶性强回声分类。